# Кайенна
Кайенна (фр. Cayenne) — административный центр (столица) Французской Гвианы, заморского департамента Франции и единственного в обеих Америках европейского континентального владения. Численность населения составляет 50 тысяч жителей (в коммуне), с пригородами — 65 тысяч.

## История
Основана в 1664. Кайенна известна как место экспорта кайенского перца. С XVIII по XX век, как и вся Гвиана, служила местом политической ссылки и каторги. Из-за тропического климата и распространения тяжёлых лихорадок считалось, что у ссыльного в Кайенну мало шансов выжить (по некоторым[каким?] данным, не более 3 %). Во время Великой французской революции, особенно в период термидорианского Конвента и Директории, каторжную тюрьму Синнамари называли «сухая гильотина». Однако генералу Пишегрю удалось бежать из Гвианы. В 1809 году была оккупирована войсками антинаполеоновской коалиции.

## География
Город расположен на берегах эстуария реки Кайенна, на побережье Атлантического океана. Расстояния от Кайенны до Парижа составляет 7100 км; до города Фор-де-Франс (Мартиника) — 1500 км; до Парамарибо (Суринам) — 324 км; до Макапы (Бразилия) — 554 км.

## Климат
Климат Кайенны характеризуется как тропический муссонный, с незначительными изменениями температуры в течение года. Среднегодовая температура составляет около 26°С. Для города характерен очень короткий сухой сезон (только 2 месяца — сентябрь и октябрь), и очень продолжительный сезон дождей (все остальные месяцы). Среднегодовой уровень осадков: 3 744 мм.

## Экономика
Кайенна известна как крупный центр по производству креветок. Ранее важную роль играла также сахарная промышленность.

## Транспорт
Кайенна обслуживается международным аэропортом им. Феликса Эбуэ (ранее Рошамбо), который находится в 13 км к юго-западу от города, в коммуне Матори. Выполняются рейсы в Париж (Орли), Фор-де-Франс, Санто-Доминго, Белен, Пуант-а-Питр (Гваделупа) и некоторые другие города.

## Население
| 1990    | 1999    | 2006    | 2011    | 2013    | 2015    | 2016    | 2017    | 2018    |
| ------- | ------- | ------- | ------- | ------- | ------- | ------- | ------- | ------- |
| 41 067  | ↗50 594 | ↗58 004 | ↘57 229 | ↘54 709 | ↗57 614 | ↗60 580 | ↗61 268 | ↗63 652 |
| 2019    | 2020    | 2021    | 2022    |         |         |         |         |         |
| ↗65 493 | ↗65 956 | ↘63 468 | ↗63 956 |         |         |         |         |         |

## Галерея

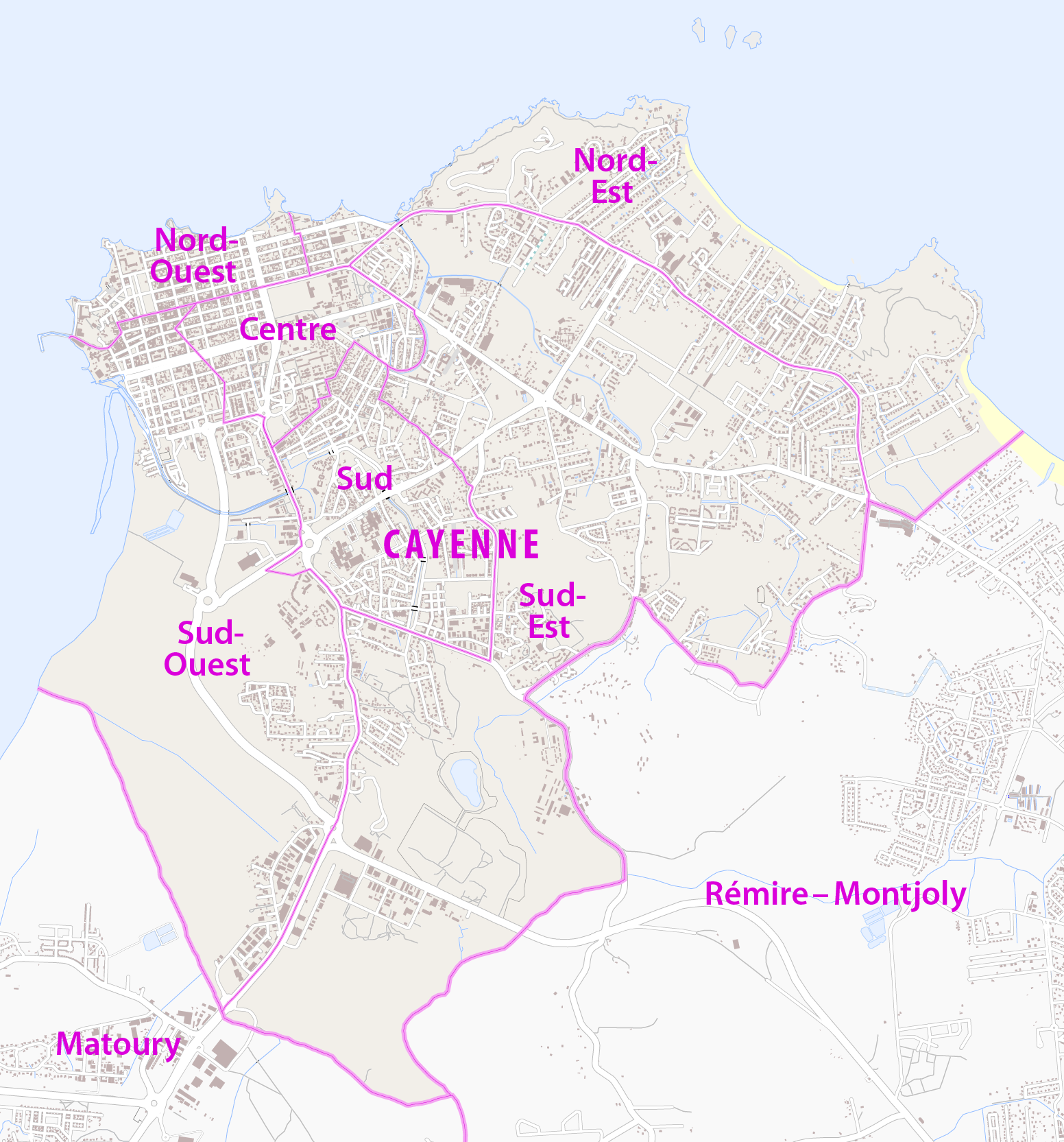
Кантон Кайенна
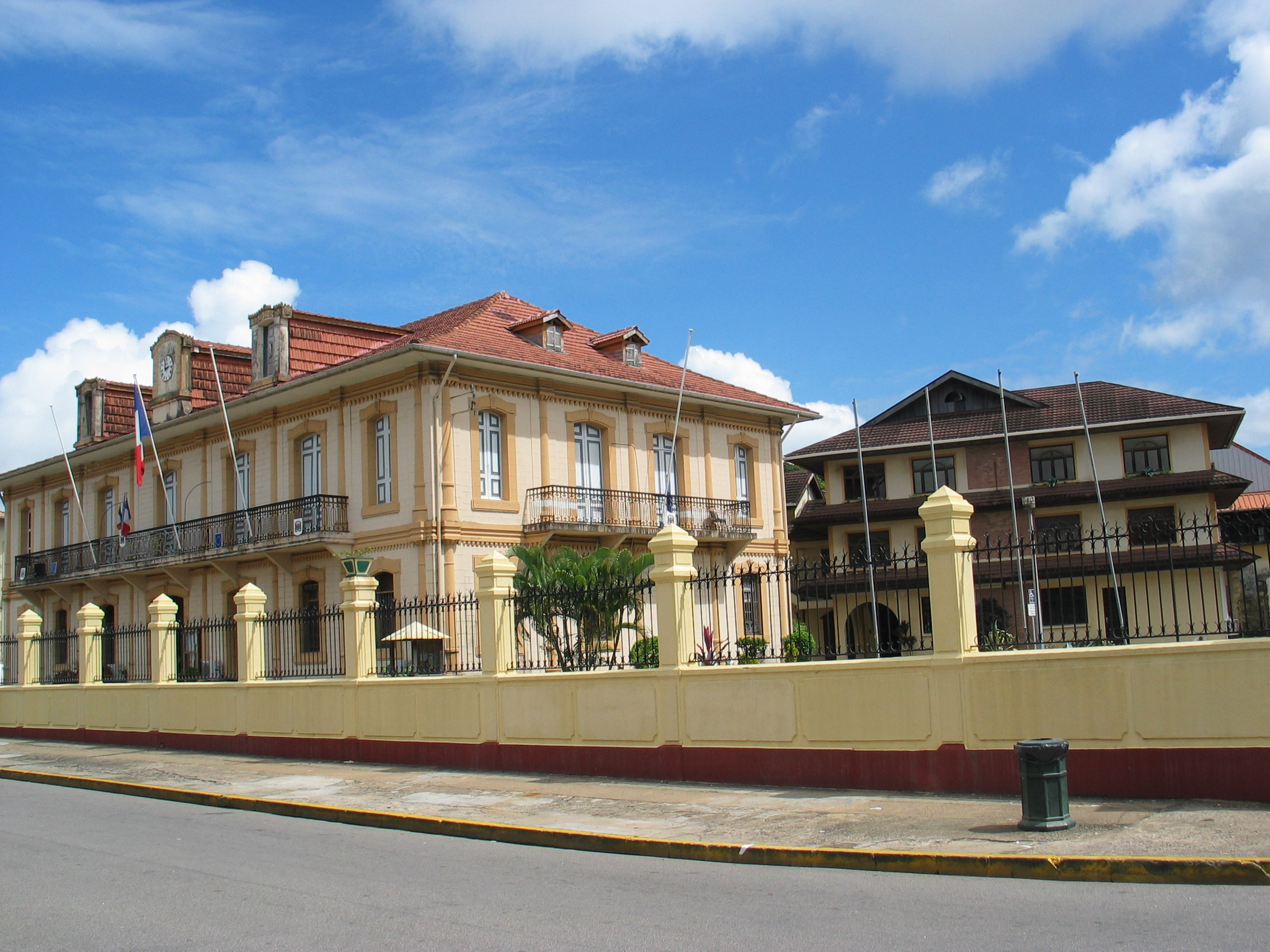
Мэрия Кайенны
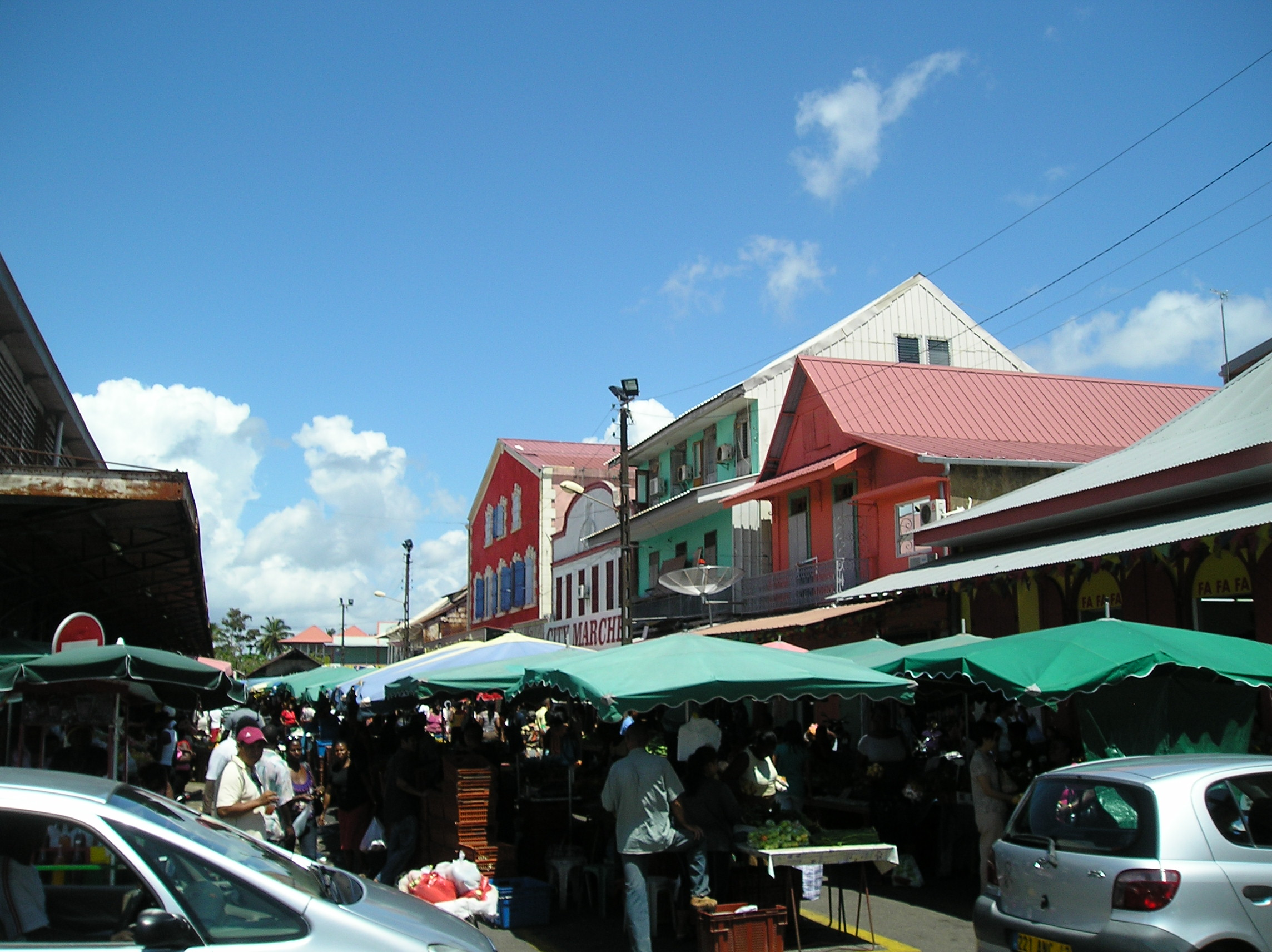
Городской рынок
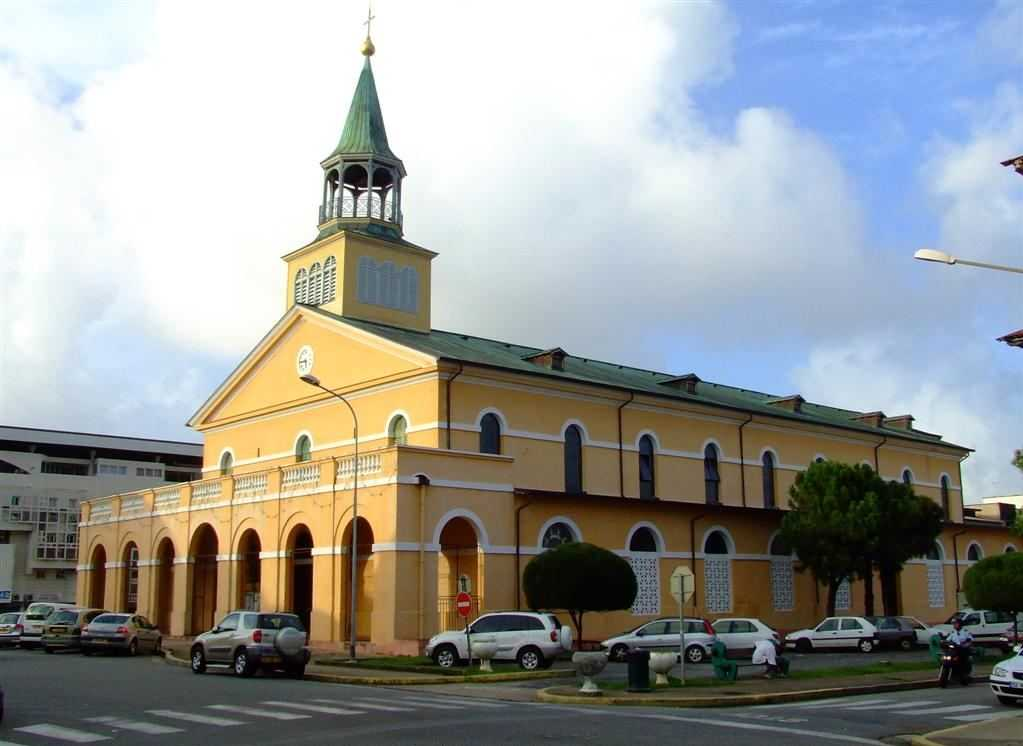
Собор Сен-Совер
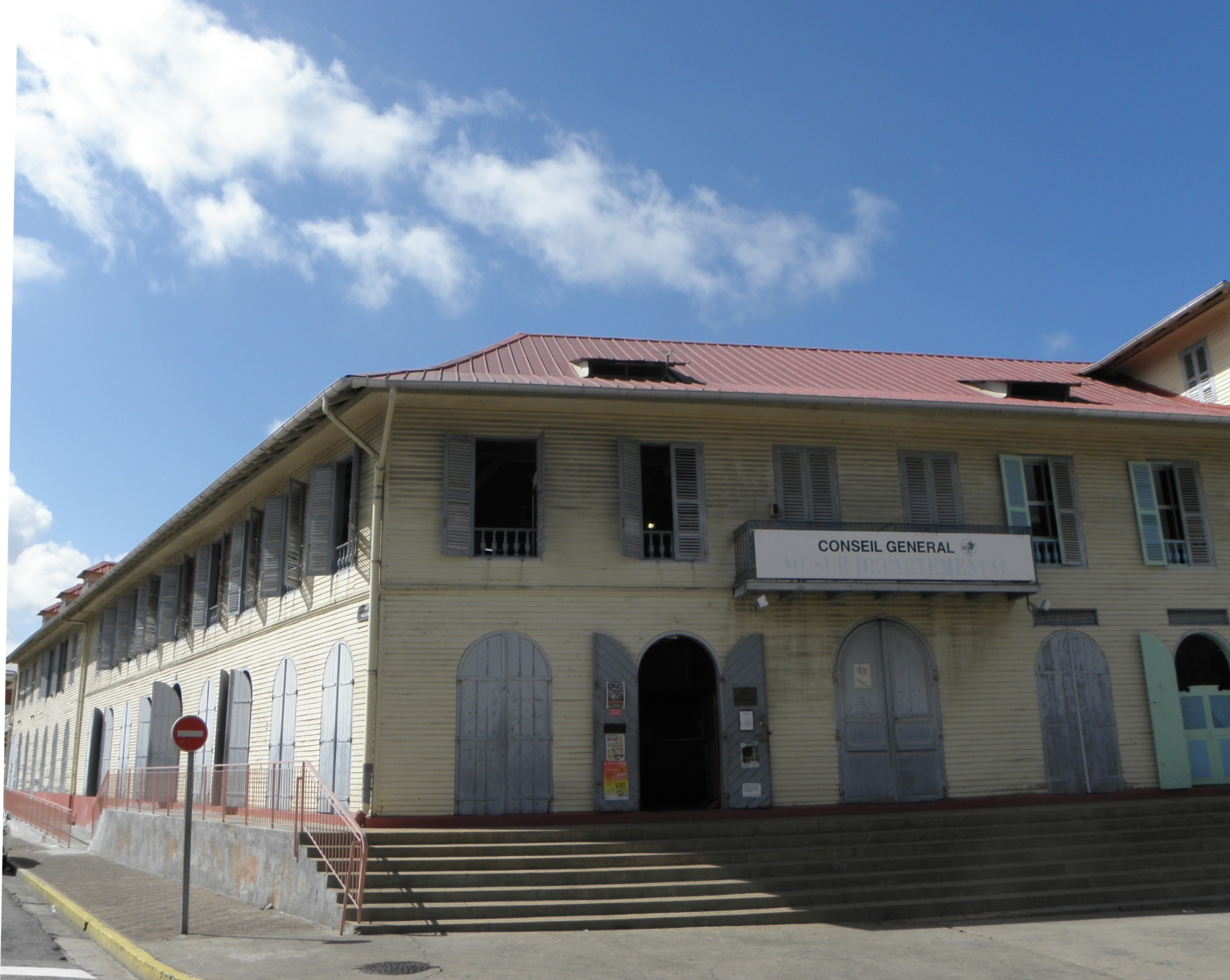
Музей Александра Франкони